# Chesterfield, Virginia
Chesterfield eller Chesterfield Court House är administrativ huvudort i Chesterfield County i Virginia. Den nuvarande domstolsbyggnaden i Chesterfield County byggdes 1988–1990, medan den gamla domstolsbyggnaden byggdes 1916–1917.

## Kända personer från Chesterfield
- Denny Hamlin, racerförare